# Kristian Hellström
Kristian Hellström, född 24 juli 1880 i Adolf Fredriks församling i Stockholm, död 14 juni 1946 i Kungsholms församling i Stockholm, var en svensk affärsman, medeldistanslöpare och långdistanslöpare och idrottsledare. Han tävlade för IF Sleipner och utsågs 1928 till Stor grabb nummer 6 i friidrott.
Hellström vann OS-brons 1906 på 1 500 meter. På 800 meter kom han femma. Han hade det svenska rekordet på 800 meter 1902 till 1908. Han hade även rekordet på 400 meter åren 1902 till 1906. Han vann Dicksonpokalen fyra år i rad åren 1901-1904.

## Biografi
Kristian Hellström var son till fabrikör Edvard Hellström. Han stiftade 1897 Idrottsföreningen Sleipner och var dess sekreterare 1897–1903 samt 1924–1932. Han var en av initiativtagarna till Stockholms idrottsförbund 1898. Efter kulmen av idrottskarriären utbildade han sig 1903–1905 inom handel i Stockholm, Hamburg och Berlin. 1906–1909 var han affärsman i London och korresponderande affärsman därifrån. 1910 blev han i stället affärsman i Paris. Hellström var 1910–1912 generalsekreterare för de olympiska spelen i Stockholm 1912. 1910–1913 var han ledamot av Svenska gymnastik- och idrottsföreningens överstyrelse, 1912-1913 av dess förvaltningsutskott. Hellström var 1913 en av instiftarna av Internationella idrottsförbundet och var 1913–1914 förbundets honorärsekreterare. Hellström återvände 1914 till London som exportchef för Paragonkoncernen, 1915–1917 var han koncernens exportchef i Petrograd. Från 1919 bedrev Hellström egen affärsverksamhet med pappersvaror och skrivutensiler i Stockholm. Han var från 1935 ledamot av styrelsen för Sveriges centralförening för idrottens främjande, ledamot av styrelsen för 5:e olympiadens jubileumskommitté 1937 och av Lingiadens stadionkommitté 1939.

## Idrottmeriter
1900 vann Kristian Hellström SM på 1 500 meter (på tiden 4:28,6).
1901 vann han Dicksonpokalen på en engelsk mil på 4:42,2. Vid SM vann han detta år åter 1 500 meter, denna gång på 4:21,4.
1902 vann han 500 meter, 1 000 meter och 1.500 meter under Skandinaviska Mästerskapen.
Den 15 juni 1902 satte han i Oslo svenskt rekord på 800 meter med 2:03,2. Han behöll rekordet till 1908 då Evert Björn förbättrade det till 2:02,7. Sessutom segrade han vid SM på 10 000 meter, med tiden 35:58,0, samt även på en engelsk mil. Även detta år vann han Dicksonpokalen på en engelsk mil, och åter på 4:42,2. Under året förbättrade han även O.F. Larssons inofficiella svenska rekord på 400 meter till 52,2. Detta rekord togs småningom (1908) över av Carl-Axel Torén.
1903 förbättrade han Ivar Gillbergs inofficiella svenska rekord på 1 000 meter från 1897 till 2:44,4. Rekordet blev dock aldrig officiellt godkänt. Det inofficiella rekordet förbättrades 1908 av Anton Nilsson som blev den förste officielle svenska rekordhållaren i grenen. Hellström vann Dicksonpokalen för tredje gången detta år, nu på 4:31,8. Han slog enligt  även Ivar Gillbergs svenska rekord på 5 000 meter med ett lopp på 16.14,4, rekordet fick han behålla till påföljande år då Ernst Fast sprang på 15.45,8.
Även vid SM 1904 vann han på en engelsk mil. Och han vann också Dicksonpokalen, nu på 4:40,4.
1905 vann han i Oslo vid de skandinaviska mästerskapen både 500 meter, 1 500 meter och 10 000 meter.
Vid OS i Atén 1906 deltog Hellström på 800 meter där han blev femma och på 1 500 meter där han tog bronsmedaljen.
Vid OS i London 1908 deltog han på 800 meter men blev utslagen i försöken.